# Caio Petrônio
Caio Petrônio (em latim: Gaius Petronius) foi um senador romano nomeado cônsul sufecto em 25 no lugar de Cosso Cornélio Lêntulo. Era neto do triúnviro monetário Públio Petrônio Turpiliano e provavelmente neto do prefeito do Egito Públio Petrônio. Públio Petrônio, cônsul sufecto em 19, era provavelmente seu irmão mais velho.

## Carreira
Petrônio é atestado apenas numa inscrição fragmentada na qual ele mencionado juntamente com "M. Asin[ius Agrippa?]" com cônsul em 25. Outras inscrições encontradas no Egito atestam propriedades de Públio e Caio na província, provavelmente reminiscentes da época do avô deles, prefeito da província.
Bartolomeo Borghesi defende que Caio Petrônio é também Caio Petrônio Umbrino, que aparece antes de 25 como curator locorum publicorum iudicandorum, o que é improvável especialmente porque na primeira metade do século I, todos os Petrônios são do ramo da gente Petrônia sem cognome.

## Família
É possível que Caio Petrônio tenha sido pai de Petrônia, esposa de Galeu Tetieno, e pai adotivo de Caio Petrônio Pôncio Nigrino, cônsul em 37.